# Royalton (New York)
Royalton est une ville du comté de Niagara, dans l'État de New York, aux États-Unis,. En 2010, elle comptait une population de 141 275 habitants.

## Démographie
Lors du recensement de 2010, la ville comptait une population de 141 275 habitants. Elle est estimée, en 2020, à 110 000 habitants.